# Sparganothina neoamoebaea
Espèce
Sparganothina neoamoebaea est une espèce de papillons de nuit de la famille des Tortricidae.

## Répartition et habitat
Sparganothina neoamoebaea est décrite du Jalisco, au Mexique.

## Taxinomie
L'espèce Sparganothina neoamoebaea est décrite par Bernard Landry en 2001.